# Kaufmann (virksomhed)
Kaufmann APS er en dansk familieejet tøjkoncern med hovedsæde i Aarhus. Kaufmann forhandler modetøj i mærkerne Polo Ralph Lauren, Hugo Boss, Sand, Jacob Cohën, Lacoste, Tiger of Sweden, EA7 med flere.
Kaufmann kæden blev grundlagt den 10. oktober 1908 af Axel Kaufmann i det indre Aarhus og er i 2015 landsdækkende med butikker over hele landet. I 2010 omfattede Kaufmann koncernen butikskæderne AXEL, Kaufmann, Quint og Quintess, og beskæftigede mere end 400 ansatte fordelt i deres forskellige butikker.

## Quint
Quint er en dansk butikskæde, der sælger streetwear og modetøj til drenge mellem 15 og 25 år. Det er en del af Kaufmann-koncernen.
Den første Quint-butik åbnede i 1999 i Rødovre Centrum.
Quints butikker har en rodet indretning og er fortrinsvis placeret i indkøbscentre og bykerner (ofte gågader).

### Butikker i Danmark
Pr. 22 juni 2016:
| Region             | Antal | By                                                                       |
| ------------------ | ----- | ------------------------------------------------------------------------ |
| Region Hovedstaden | 6     | København (Field's, Rødovre, Lyngby, Hillerød, Tåstrup, Frederiksberg,)  |
| Region Sjælland    | 2     | Slagelse, Næstved                                                        |
| Region Syddanmark  | 5     | Kolding, Odense, Vejle, Esbjerg, Svendborg                               |
| Region Midtjylland | 6     | Herning, Horsens, Århus (Bruuns Galleri, Store Torv), Randers, Silkeborg |
| Region Nordjylland | 2     | Aalborg, Hjørring                                                        |

## Quintess
Quintess er en dansk butikskæde, der sælger modetøj og streetwear til piger mellem 15 og 25 år. Den er en del af Kaufmann-koncernen.
De første quintess butikker blev åbnet i 2006 i Rødovre Centrum og Kolding Storcenter. Quintess forhandler blandet andet g-star, papfar, Samsøe & Samsøe, Converse All-Star, adidas, Nike, Inc.
Quintess's butikker har et garageagtigt look og er fortrinsvis placeret i indkøbscentre og bykerner (ofte gågader).

### Butikker i Danmark
Pr. 27. Oktober 2011:
| Region             | Antal | By                                                     |
| ------------------ | ----- | ------------------------------------------------------ |
| Region Hovedstaden | 4     | København (Field's, Rødovre, Lyngby, Hillerød,         |
| Region Syddanmark  | 3     | Kolding, Odense (Rosengårdcentret, Vestergade), Vejle, |
| Region Midtjylland | 3     | Herning, Horsens, Århus (Bruuns Galleri                |
| Region Nordjylland | 1     | Aalborg, Friis                                         |